# Cymophorus magnificus
Cymophorus magnificus är en skalbaggsart som beskrevs av Moser 1914. Cymophorus magnificus ingår i släktet Cymophorus och familjen Cetoniidae. Inga underarter finns listade i Catalogue of Life.